# Dead Man
Cet article concerne le film. Pour la bande originale, voir Dead Man (album).
Pour plus de détails, voir Fiche technique et Distribution.
Dead Man est un western américain réalisé par Jim Jarmusch, sorti en 1995.
La musique originale est composée par Neil Young, éditée dans l'album du même nom en 1996.

## Synopsis
Aux environs de 1870, William Blake (Johnny Depp), jeune homme naïf originaire de Cleveland, se rend à la ville de Machine, sur la Côte Ouest, pour y prendre un poste de comptable dans l'entreprise de l'irascible M. Dickinson (Robert Mitchum). Arrivé là, il apprend que son poste a déjà été pris. Dépité, il passe la nuit chez une ancienne prostituée, Thel. Dans la nuit, Charlie, l'ancien fiancé de celle-ci et fils de Dickinson réapparaît, tue Thel et blesse gravement William Blake. Ce dernier riposte en tuant Dickinson fils, et s'enfuit en volant son cheval.
Plus tard, alors qu'un étrange Indien, lettré, Nobody (« Personne ») (Gary Farmer), persuadé que William Blake est l'âme du poète anglais du même nom, tente de le soigner, où de le faire passer dans le monde des morts, pendant que Dickinson lance sur lui un trio de tueurs à gages (Cole Wilson, Conway Twill et Johnny « The Kid » Pickett)… C'est le début de l'errance de William Blake et Nobody, tous deux reniés par leurs communautés respectives, à travers l'Ouest sauvage.
M. Dickinson promet une récompense de 500 Dollars pour la prise de William Blake. Cole Wilson tue Johnny « The Kid » Pickett. William Blake tue deux marshals lancés à sa recherche. Cole Wilson tue Conway Twill et le mange. William Blake tue et est à nouveau blessé. Personne prépare un canoë de mer pour le dernier voyage de William Blake. Personne et Cole Wilson s'entretuent. William Blake ferme les yeux, allongé, dans son canoë qui s'éloigne du rivage.

## Fiche technique
- Titre original et français : Dead Man
- Réalisation et scénario : Jim Jarmusch
- Décors : Bob Ziembicki
- Costumes : Marit Allen
- Photographie : Robby Müller
- Montage : Jay Rabinowitz (en)
- Musique : Neil Young
- Production : Demetra J. MacBride et Karen Koch (coproductrice)
- Sociétés de production : Pandora Filmproduktion, JVC Entertainment Networks, Newmarket Capital Group et 12 Gauge Productions
- Sociétés de distribution : Miramax Films (États-Unis), BAC Films (France)
- Pays d'origine :  États-Unis,  Allemagne,  Japon
- Langues originales : anglais, cree et blackfoot[1]
- Format : noir et blanc - son Dolby - 35 mm - 1,85:1
- Genre : western, drame, road movie
- Budget : 9 000 000 $
- Durée : 121 minutes
- Dates de sortie :
  - France : 26 mai 1995 (festival de Cannes) ; 3 janvier 1996 (sortie nationale) ; 3 juillet 2019 (version restaurée[2])
  - États-Unis : 10 mai 1996

## Distribution
- Johnny Depp (VF : Jean-Pierre Michaël) : William « Bill » Blake
- Gary Farmer (VF : Marc François) : Nobody (Personne en VF) (ou Xebeche, nom indien signifiant « parle fort pour ne rien dire »)
- John Hurt (VF : Bernard Tiphaine) : John Scholfield
- Robert Mitchum (VF : Jean-Claude Michel) : John Dickinson
- Lance Henriksen (VF : Bernard-Pierre Donnadieu) : Cole Wilson
- Michael Wincott (VF : Jean-Claude Sachot) : Conway Twill
- Eugene Byrd (VF : Damien Boisseau) : Johnny « The Kid » Pickett
- Iggy Pop : Salvatore « Sally » Jenko
- Billy Bob Thornton : Big George Drakoulious
- Mili Avital (VF : Rafaèle Moutier) : Thel Russell
- Jared Harris (VF : Jérôme Keen) : Benmont Tench
- Gabriel Byrne (VF : Bruno Wolkowitch) : Charles Ludlow « Charlie » Dickinson
- Jimmie Ray Weeks : Marvin
- Mark Bringelson : Lee
- Crispin Glover (VF : Arnaud Arbessier) : le chauffeur du train
- Alfred Molina (VF : Jean-Luc Kayser) : le missionnaire
- Michelle Thrush : la compagne de Nobody
- John North : M. Olafsen
- Steve Buscemi : le barman (caméo)

## Production
Pour incarner le fantomatique Dickinson, Robert Mitchum est choisi. Il s'agit de sa dernière apparition à l'écran. Il décèdera en juillet 1997.
Le tournage a lieu en Oregon (Coast, Grants Pass, Rogue River, rivière Applegate, Takilma), au Nevada (Virginia City, barrage Hoover, Boulder City), en Arizona (Flagstaff, Camp Verde, Cave Creek, forêt nationale de Coconino, Peoria, Phoenix, Sedona), dans l'État de Washington (gorge du Columbia, Neah Bay), dans l'État de New York (New York, Niagara Falls), ainsi qu'en Californie (Los Angeles et notamment Venice).
Le village indien du film est la reconstruction identique d’un village des Makahs, une tribu amérindienne du nord-ouest des États-Unis.
Bien que ce film ait été tourné en 1995, il est filmé en noir et blanc. Il s'agit d'un choix monochrome purement esthétique de Jim Jarmusch, qui voulait exclure toute forme de couleurs chaudes. En effet, ce choix fait partie de la situation présente tout le long de l'histoire : un homme de l'Est, perdu dans l'Ouest américain. Le directeur de la photographie Robby Müller s'inspire pour cela du travail du photographe Ansel Adams.

## Bande originale
La bande originale du film Dead Man est composée par Neil Young. Johnny Depp y prête également sa voix en récitant des poèmes de William Blake. L'album sort en février 1996.

## Accueil

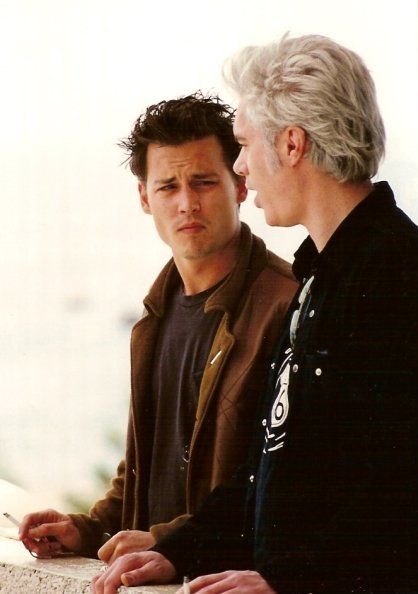
Johnny Depp et Jim Jarmusch au festival de Cannes en 1995

Dead Man est un échec commercial lors de sa sortie en salles : il ne rapporte que 1 037 847 $ au box-office aux États-Unis et au Canada. Il a réalisé 276 330 entrées en France, 51 288 entrées en Suisse et 15 000 entrées en Belgique, et un peu plus de 1 100 000 entrées au total en Europe.
Le film a reçu un accueil critique plutôt favorable, recueillant 71 % de critiques favorables, avec un score moyen de 7⁄10 et sur la base de 35 critiques collectées, sur l'agrégateur américain Rotten Tomatoes. Sur le site Metacritic, il obtient un score de 58⁄100, sur la base de 18 critiques collectées. Les Cahiers du cinéma le classe au 6e rang de leur liste des meilleurs films de 1996. Il figure par ailleurs dans l'ouvrage 1001 films à voir avant de mourir de Steven Jay Schneider.

## Distinctions
- Prix Screen International du film non-européen de l'année lors des prix du cinéma européen 1996.
- Prix de la meilleure photographie lors des New York Film Critics Circle Awards 1996.
- Nominations au prix du meilleur film, meilleur scénario, meilleur second rôle masculin (Gary Farmer) et meilleure photographie, lors des Independent Spirit Awards 1997.

## Commentaires

### Genre(s) du film
Même si le film appartient au genre du western, Jim Jarmusch a expliqué lors d'une interview que "Le Western n'est [que le] point de départ" d'un voyage initiatique teinté de poésie. Jim Jarmusch qualifie son film de road movie.

### Clins d’œil
- Le personnage de Blake tue deux Marshalls nommés Lee et Marvin, hommage à l'acteur Lee Marvin[2],[1].
- Plusieurs phrases du film sont issues de poèmes de William Blake :
  - « La vision de Christ que tu as est la pire ennemie de ma vision à moi », que Personne indique au missionnaire, est issue du poème The Everlasting Gospel,
  - « Chaque nuit, chaque matin, certains naissent pour le chagrin. Chaque matin, chaque nuit, certains naissent pour le délice exquis. Certains naissent pour le délice exquis, certains pour la nuit infinie », provient du poème Auguries of Innocence,
  - « Jamais l'aigle ne perdit plus de temps qu'en apprenant du corbeau », est issue de The Marriage of Heaven and Hell,
- La phrase « Certains naissent pour le délice exquis, certains pour la nuit infinie » fait également partie des paroles d'une chanson des Doors intitulée End of the Night. De plus, la phrase « Il est toujours préférable de ne pas voyager avec un mort », figurant juste avant le générique d'ouverture du film, provient de Henri Michaux[12].
- Gary Farmer reprendra son rôle de Personne pour le film Ghost Dog : La Voie du samouraï, autre film de Jim Jarmusch sorti en 1999.
- Le personnage interprété par Billy Bob Thornton, Big George Drakoulious, est nommé ainsi par rapport au musicien George Drakoulis, qui a entre autres produit des groupes tels que The Black Crowes ou Tom Petty and the Heartbreakers, tandis que celui de Jared Harris, Benmont Tench, est en réalité le nom d'un des membres de Tom Petty and the Heartbreakers.
- Le nom de l'indien Nobody est une référence à Homère[13].
- Le titre et la scène finale font écho à deux nouvelles de l'écrivain urugayen Horacio Quiroga. L'une, parue dans le recueil "Los Desterrados" (Les Exilés, 1926) a pour titre "El hombre muerto" (L'homme mort); l'autre, intitulée "A la dérive", apparaissant dans ses "Cuentos de amor, de locura y de muerte" (1917), décrit un homme allongé dans un canot, à l'agonie, mortellement atteint par une morsure de serpent.

### Postérité
- En 2008, le groupe de folk-pop Poney Express sort son album Daisy Street : la chanson Nobody rend directement hommage au film de Jarmusch. On peut notamment y retrouver des répliques directement extraites du film.
- En 2002, dans la chanson Mc Enroe's Poetry de son album Western sous la neige, le groupe Dionysos fait référence au film de Jim Jarmusch par ces paroles : « My name is John Mc Enroe, Do you know my poetry, It will be written with blood » qui rappellent la rencontre du personnage Bill Blake avec les deux marshalls.
- Roman Polanski fait à plusieurs reprises référence à Dead Man dans son film La Neuvième Porte, dont Johnny Depp interprète également le rôle principal. Le marquage au sang fait par Xebeche sur Blake est reproduit par Emmanuelle Seigner sur l'acteur, ainsi que la scène du piétinement des lunettes.